# Hyloscirtus chlorosteus
Hyloscirtus chlorosteus es una especie de anfibio de la familia Hylidae.
Esta rana es endémica de la vertiente oriental de los Andes en la provincia de Chapare, departamento de Cochabamba (Bolivia), más específicamente de Parjacti cerca de Villa Tunari. Solo se ha encontrado un individuo de esta especie en 1979. Se encontró en una zona de bosque de yungas a 2044 metros de altitud.
Es una especie arbórea y se cree que se reproduce en arroyos como otras especies de Hyloscirtus. Está en grave peligro de extinción debido a la destrucción y degradación de su hábitat.